# Lateranbasilikans invigningsdag
Lateranbasilikans invigningsdag (latin: Dedicatio Basilicae Lateranensis) är en katolsk festdag som firas den 9 november. Detta sker till minne av Lateranbasilikans (San Giovanni in Laterano) invigning den 9 november år 324.
År 313 utfärdade kejsarna Konstantin och Licinius ett edikt om allmän religionsfrihet, vilket innebar att kristendomsförföljelserna förbjöds. Elva år senare invigdes Lateranbasilikan av påve Silvester I.
Lateranbasilikan är den äldsta och främsta av de fyra patriarkalbasilikorna och tillika påvens egen biskopskyrka. Festen uttrycker kyrkans enhet kring påven. Invigningsdagen firades först endast i Rom, men på 1000-talet infördes den i hela kyrkan.

### Webbkällor
- Ciotti, Sarah. ”November 9 – Dedication of the Lateran Basilica – Feast” (på engelska). Divine Office. Arkiverad från originalet den 9 november 2021. https://archive.md/kdAEo. Läst 9 november 2021.